# Sargantana tirrena
La sargantana tirrena (Podarcis tiliguerta) és una espècie de sauròpsid (rèptil) escatós de la família Lacertidae endèmica de Còrsega i Sardenya, que mesura entre 200-250 mm. Habita terrenys molt secs fins als 1.800 m.